# 清水建設
清水建設株式會社（東證1部：1803）是日本一家大型的建設公司，總公司設址於東京都港區。與大林組、竹中工務店、鹿島建設、大成建設並為日本的五大建設公司。

## 历史
1804年，曾參與日光東照宮修建工程的清水喜助在江戶創業。1937年8月24日，改制為股份有限公司。1961年至1962年陸續在東京證券交易所、名古屋證券交易所及大阪證券交易所股票上市。

## 建築
詳見清水建設の歴史。

### 臺灣
- 高雄市役所（現高雄市立歴史博物館）（高雄市鹽埕區）
- 高雄車站 舊站房（高雄市三民區）
- 高雄大橋 （現中正橋，已改建）
- 原日本勸業銀行臺南支店（台南市中西區）
- 嘉義郵便局（現嘉義文化路郵局）

### 日本
- 東京大學安田講堂（東京都文京區）
- 市政會館・日比谷公會堂（東京都千代田區）
- DN塔21（日语：DNタワー21）（舊第一生命館（日语：第一生命館）；東京都千代田區）
- 大阪富國生命大樓（日语：大阪富国生命ビル）（大阪府大阪市）
- 東京競馬場看臺（東京都府中市）
- 大阪國際機場客運航廈（大阪府豐中市）
- 橫濱市開港紀念會館（神奈川縣橫濱市）
- 横濱球場（神奈川縣橫濱市）
- 太陽城60（東京都豐島區）
- 警視廳本部廳舍（東京都千代田區）
- 瑞穗銀行內幸町本部大樓（日语：みずほ銀行内幸町本部ビル）（舊第一勸業銀行總行；東京都千代田區）
- 服部時計店（日语：服部時計店）本店（現銀座和光；東京都中央區銀座）
- 大石寺客殿（静岡縣富士宮市）
- 新都廳第一本廳舍（東京都新宿區）
- 東京灣希爾頓酒店（日语：ヒルトン東京ベイ）（千葉縣浦安市舞濱（日语：舞浜））
- 癌症研究會有明醫院（東京都江東區有明）
- 平安神宮（京都府京都市左京區）
- 奈良国立博物館本館（奈良縣奈良市）
- 夏普龜山廠（日语：シャープ亀山工場）（三重縣龜山市）
- Mode學園蟲繭大廈（東京都新宿區）
- 日本電視台大廈（東京都港區）
- 長崎站新站場（長崎縣長崎市尾上町）

### 中國
- 横滨正金银行新京分行（今长春雜技宮）

### 新加坡
- 共和大廈（萊佛士坊）

### 香港
- 香港禮賓府翻新工程
- 港鐵觀塘站改善工程
- 港鐵觀塘綫、荃灣綫、港島綫及將軍澳綫更換隧道集水泵工程
- 港鐵羅湖站免稅設施延伸及改建工程

## 脚注
1. ↑  清水建設編『清水建設百七十年』清水建設　1973

## 外部連結
- （日語）清水建設 （页面存档备份，存于）